# Jofré de Boïl
Jofré de Boïl, né à Valence, Espagne, et mort le 7 novembre 1400, est un cardinal espagnol, créé par l'antipape d'Avignon Benoît XIII.

## Biographie
De Boïl est procurateur du roi d'Aragon-Castille à la cour de l'antipape d'Avignon Benoît XIII. Il est référendaire du pape.
L'antipape Pierre de Lune, aussi appelé Benoît XIII, le créé cardinal au consistoire du 12 décembre 1395. De Boïl est nommé légat en Aragon.